# Gorky Park (romanzo)
Gorky Park è un romanzo poliziesco dello scrittore americano Martin Cruz Smith, pubblicato nel 1981. Ambientato nell'Unione Sovietica durante la Guerra Fredda, è il primo libro di una serie con protagonista Arkadij Renko, un investigatore della omicidi di Mosca. Bestseller di grande successo fin dalla sua uscita, lanciò Smith alla fama, grazie all'autenticità con la quale descrisse la grigia vita quotidiana nella Russia comunista. 
Due libri successivi, Stella Polare e Piazza Rossa, sono anch'essi ambientati durante l'epoca sovietica. Altri sette libri con protagonista Renko sono ambientati invece dopo la caduta dell'URSS. Si tratta di La baia dell'Avana, ambientato nella Cuba comunista; I lupi mangiano cani, che segue Renko nel disastro di Chernobyl; Il fantasma di Stalin, in cui Arkadij torna in una Russia guidata da Vladimir Putin; Tre stazioni; Tatiana; Il dilemma siberiano e Piazza dell'Indipendenza.
Da questo romanzo fu tratto l'omonimo film del 1983, diretto da Michael Apted.
Arkadij Renko, capo della Polizia Criminale di Mosca, è figlio di un famoso generale dell'Armata Rossa, tanto disilluso dal regime brežneviano quanto poco attratto dall'Occidente. Affine a Marlowe, dallo sguardo cinico e acuto, Renko si muove in un'Unione Sovietica prossima al disfacimento, mostrando il volto oscuro di Mosca. Quando a "Gor'kij Park", il polmone verde di Mosca, vengono ritrovati tre corpi congelati, è Renko ad occuparsi del caso. Abituato per lo più ad avere a che fare con omicidi di ubriachi e piccoli delitti, Renko scoprirà di dover giocare la partita più difficile della sua vita, avviluppato in una rete mortale che arriva a toccare personaggi e luoghi insospettabili.

## Trama
Mosca, parco Gor'kij che costeggia il fiume Moscova. Una mattina presto una guardia trova, per un puro caso, tre cadaveri nel parco semicoperti da uno spesso strato di neve. La squadra omicidi, comandata da Arkadij Renko, si presenta sul luogo del ritrovamento. Mentre gli agenti stanno raccogliendo le testimonianze con i particolari, appaiono alcuni agenti del KGB, tra i quali il maggiore Pribluda. Arkadij Renko e Pribluda si conoscono da anni, anche se non si possono definire amici.
I tre cadaveri appartengono a due uomini e una donna uccisi con una calibro 7,65. Chi li ha assassinati ha fatto di tutto per evitare che possano essere riconosciuti, sfigurandone i volti e amputandone i polpastrelli. Da alcuni indizi Renko deduce che per il triplice omicidio devono essere coinvolti degli stranieri. Il calibro dei proiettili non è comune in Russia. Per questo motivo Renko spera che il KGB si accolli la scomoda indagine, ma ciò non avviene.
Il caso diventa sempre più complesso. Paša Pavlovič, collega e amico di Renko, e l'indiziato Golodkin vengono uccisi in circostanze misteriose. La prima ipotesi è che si tratti di una serie di omicidi legati al traffico illegale di icone o di antichità. Ma poi, pian piano, Renko capisce che ad aver scatenato la follia omicida è qualcosa che ha altrettanto valore, le pellicce di zibellino.
Durante una ricognizione sul luogo dell'omicidio, Renko s'incontra e si scontra con William Kirwill. Contemporaneamente la sua vita privata si spezza: la moglie del poliziotto lo lascia per un altro uomo. Renko, insieme ai suoi collaboratori, riesce a identificare e a dare un nome ai tre cadaveri.
Grazie alla sua tenacia, alla bravura investigativa e al suo coraggio Renko riesce a salvare Irina Asanova da morte certa. Le indagini prendono una svolta del tutto inattesa e Renko riesce a scoprire che un insospettabile è coinvolto in questi omicidi: in uno scontro corpo a corpo uccide un funzionario russo, ma questo gli provoca notevoli problemi con il KGB e i suoi superiori. Renko prosegue le indagini negli USA.

## Personaggi
- Arkadij Vasil'evič Renko: capo della squadra omicidi
- Zoja Renko: moglie di Arkadij Renko
- Pribluda: maggiore del KGB
- Paša Pavlovič: agente di polizia
- Levin: medico patologo della polizia
- Il'ja Nikitin: investigatore capo e amico di Arkadij
- Jamskoj: procuratore
- Schmidt: dirigente rionale del Partito
- Irina Asanova: lavoratrice alla Mosfil'm
- Valerija Davidova: amica di Irina Asanova
- Konstantin Borodin denominato "Kostja il bandito": compagno di Valerija Davidova
- John Osborne: mercante statunitense di pellicce
- Hans Unmann: amico e socio di John Osborne
- William Kirwill: tenente della polizia di New York
- James Kirwill: fratello di William Kirwill
- Golodkin: piccolo delinquente

## Adattamenti

### Film
Il romanzo Gorky Park è diventato un film omonimo di successo nel 1983 per la regia di Michael Apted, con William Hurt e Lee Marvin.

## Edizioni italiane
- Gorky Park, collana Omnibus, traduzione di Pier Francesco Paolini, Milano, Mondadori, marzo 1982,  pp. 393, XXIV cap. - Collana Oscar Bestsellers n.15, Mondadori, ottobre 1984; Collana I MITI n.119, Mondadori, 1998; Collana Gli imperdibili, Mondadori, 2005; con Stella polare, Collana Oscar Bestsellers Jumbo n.8, Mondadori, 1995; Collezione Le strade del giallo n.19, Roma, Gruppo L'Espresso-La Repubblica, 2004; in Trilogy (con Stella Polare e Lupo mangia cane), Mondadori, 2019.